# Iwan Wakarczuk
Iwan Ołeksandrowycz Wakarczuk, ukr. Іван Олександрович Вакарчук (ur. 6 marca 1947 w m. Brătușeni w Mołdawii, zm. 4 kwietnia 2020 we Lwowie) – ukraiński fizyk, naukowiec, profesor, w latach 2007–2010 minister.

## Życiorys
Ukończył w 1970 fizykę na Uniwersytecie Narodowym im. Iwana Franki we Lwowie. Po studiach rozpoczął karierę naukową. Uzyskał stopień doktora nauk fizycznych i matematycznych, doszedł do stanowiska profesora. W 1985 objął kierownictwo katedry fizyki teoretycznej na macierzystym uniwersytecie. W latach 1990–2007 i 2010–2013 pełnił funkcję rektora tej uczelni. Opublikował ponad 200 prac naukowych.
Był członkiem Komunistycznej Partii Związku Radzieckiego. W latach 1989–1991 był deputowanym do Rady Najwyższej ZSRR. W 1989 należał do założycieli Ludowego Ruchu Ukrainy.
W grudniu 2007 w rządzie Julii Tymoszenko z rekomendacji Naszej Ukrainy objął stanowisko ministra oświaty i nauki. Funkcję tę pełnił do marca 2010.
Otrzymał tytuł doktora honoris causa Uniwersytetu Pedagogicznego im. Komisji Edukacji Narodowej w Krakowie oraz Uniwersytetu Wrocławskiego.

## Odznaczenia
- Tytuł Bohatera Ukrainy – 2007[4]
- Order „Za zasługi” II stopnia – 2005[5]
- Krzyż Oficerski Orderu Zasługi RP – Polska, 2005[6]

## Życie prywatne
Był ojcem Swiatosława Wakarczuka, wokalisty, lidera zespołu Okean Elzy i polityka.